# Berberidopsidaceae
Die Berberidopsidaceae sind eine kleine Familie in der Ordnung der Berberidopsidales innerhalb der Bedecktsamigen Pflanzen (Magnoliopsida). Sie besitzen ein disjunktes Areal, es gibt nur Vorkommen in Chile und im östlichen Australien.

## Beschreibung
Es sind immergrüne, klimmende Sträucher mit sympodialer Verzweigung. Die wechselständig und spiralig angeordneten, gestielten Laubblätter sind einfach. Die Blattränder sind glatt oder gesägt. Nebenblätter fehlen.
Die Blüten stehen einzeln oder in traubigen Blütenständen. Die Blüten sind meist zwittrig. Der Aufbau der Blüten ist in den drei Arten sehr unterschiedlich (siehe bei den einzelnen Arten). Manchmal sind die Blütenhüllblätter deutlich in Kelch- und Kronblätter differenziert, manchmal gehen sie von außen nach innen von Kelch- zu Kronblätter langsam über, sie stehen meist schraubig angeordnet. Es ist ein Diskus vorhanden. Es können sechs bis viele Staubblätter vorhanden sein.
Es werden Beeren (beerenähnliche Früchte) gebildet.

## Systematik
Diese drei Arten gehörten zur früheren Familie der Flacourtiaceae.
In der Familie der Berberidopsidaceae gibt es nur zwei Gattungen und nur drei Arten:
- Berberidopsis Hook. f.: Die Blütenhüllblätter sind schraubig angeordnet und nicht in Kelch- und Kronblätter differenziert. Es sind acht bis 13 Staubblätter vorhanden. Mit nur zwei Arten:
  - Berberidopsis beckleri (F.Muell.) Veldkamp: Sie ist im östlichen Australien (New South Wales und Queensland) beheimatet. Die etwa 20 mm lang gestielten, einfachen Laubblätter sind meist 3 bis 6 cm lang, selten bis zu 9 cm lang und 2 bis 5 cm breit. Die Blüten stehen meist einzeln in den Blattachseln an einem etwa 20 mm langen Blütenstiel. Die zwittrige Blüte ist fünfzählig. Die 15 bis 18 Blütenhüllblätter sind 2 bis 8 mm lang; die äußeren sind dunkelrosa nach innen hin werden sie allmählich heller bis zu den inneren weißen. Die 12 bis 13 Staubblätter sind etwa 3 mm lang, wobei kein Staubfaden erkennbar ist die Staubbeutel also praktisch sitzend. Der Griffel ist etwa 2 bis 3 mm lang. Die eiförmige Beere ist etwa 20 mm lang, ist erst rot wird später schwarz, ist an der Basis vom Kelch umgeben und enthält 100 bis 120 Samen.
  - Berberidopsis corallina Hook. f.: Diese seltene Art ist ein Endemit der Küstenkordillere in Chile zwischen Cauquenes und Llanquihue (in der Region VII = Región del Maule bis X) bis in Höhenlagen von 700 Meter. Es ist ein immergrüner kletternder Strauch, der Wuchshöhen von 15 bis 20 m erreicht. Die wechselständigen, kurz gestielten, einfachen Laubblätter haben eine 4 bis 12 × 3 bis 5 cm große Blattspreite mit einem gesägten Blattrand. Zwei bis drei zwittrige Blüten stehen in einem traubigen Blütenstand zusammen. Die langen Blütenstiele sind rot. 9 bis 15 leuchtend rote Blütenhüllblätter bilden die Blütenhülle. Es sind acht Staubblätter vorhanden. Die rötlichen Beeren enthalten 12 bis 24 Samen. Gelegentlich dient diese Art als Zierpflanze. Sie besitzt die Chromosomenzahl 2n = etwa 42.[1]
- Streptothamnus F.Muell.: Es ist eine monotypische Gattung, mit der einzigen Art:
  - Streptothamnus moorei F.Muell.: Sie ist im östlichen Australien (New South Wales und Queensland) beheimatet. Die 20 bis 30 mm lang gestielten, einfachen Laubblätter sind 6 bis 12 cm lang und 4 bis 12 cm breit. Die zwittrige Blüte ist fünfzählig mit doppelten Perianth. Der Blütenstiel ist 20 bis 30 mm lang. Die hellrosa bis cremefarbenen Kronblätter sind 5 bis 7 mm lang. Die etwa 70 Staubblätter besitzen 4 bis 7 mm lange Staubfäden und etwa 2 mm lange Staubbeutel. Der Griffel ist 2,5 mm lang. Die schwarze Beere ist etwa 20 mm lang, an der Basis vom Kelch umgeben und enthält 20 bis 25 Samen.